# ریزوبیوم
ریزوبیوم (نام علمی: Rhizobium) نام یک سرده از شاخه پروتئوباکتریا است. ریزوبیوم‌ها از رده آلفاپروتئوباکتریاها هستند.

## همزیستی
گونه‌های ریزوبیوم مانند Rhizobium japonicum روی ریشه گیاهانی مانند ذرت و سویا با زندگی همزیستی مشاهده می‌شوند. باکتری‌های ریزوبیوم، کربوهیدرات‌ها و سایر مواد غذایی را از آوند آبکشی گرفته و انرژی دریافتی را صرف تبدیل نیتروژن هوا به یون آمونیوم و در نهایت اسیدهای آمینه می‌کند. مقداری از نیتروژن تولید شده که مازاد مصرف باکتری است در اختیار گیاه قرار می‌گیرد.